# Nuart Theatre
Nuart Theatre é um cineteatro de arte em Los Angeles, Califórnia, Estados Unidos. Localizado no 11272 Santa Monica Boulevard, é a principal atração do Landmark Theatres, desde sua fundação em 1929.
Fundado por John Waters, repercutiu na região por exibir inúmeros filmes à meia-noite, como Pink Flamingos.